# Le Port (Reunião)
Le Port é uma comuna francesa no departamento ultramarino de Reunião. Estende-se por uma área de 16.62 km², e possui 33.531 habitantes, segundo o censo de 2018, com uma densidade de 2.000 hab/km².